# 萊斯特郡與拉特蘭消防及救援服務
萊斯特郡與拉特蘭消防及救援服務（英語：Leicestershire and Rutland Fire and Rescue Service）是英格蘭萊斯特郡和拉特蘭郡（包括萊斯特單一管理區）的法定消防及救援服務。

## 歷史
1948年，根據1947消防服務法案，萊斯特郡與拉特蘭消防隊（Leicestershire and Rutland Fire Brigade）和萊斯特市消防隊（City of Leicester Fire Brigade）成立。1974年，兩支隊伍合併，並組成現時的消防服務。
由於拉特蘭和萊斯特市於1990年代起分治，管理此服務的當局是由萊斯特市議會、萊斯特郡郡議會和拉特蘭郡議會的代表聯合組成。

## 消防站
此消防及救援服務設有25個消防站。

## 外部連結
- 官方網站